# 牟華瑋
牟華瑋（1960年—），中華民國外交官、政府官員。畢業於伊利諾理工學院行政管理所碩士，曾任中華民國外交部國際合作及經濟事務司科長、駐美國臺北經濟文化代表處政治組副組長、北美事務協調委員會副秘書長、駐英國台北代表處副代表、駐邁阿密臺北經濟文化辦事處總領事銜處長、外交部領事事務局副局長、外交部非政府組織國際事務會執行長、駐聖露西亞大使、駐科威特王國臺北商務代表處大使銜代表等職務，現任駐阿曼王國臺北經濟文化辦事處大使銜代表。

## 職業生涯
2007年9月15日，駐英國副代表牟華瑋接受半島電視台英語頻道訪問時指出，台灣是一個獨立自主的國家，從未被中華人民共和國統治，台灣也是一個民主多元的國家，經由自由民主方式選舉出自己的政府，台灣絕對有權利參與聯合國。在高雄舉行的「台灣入聯百萬行動」大遊行就是要讓全世界聽到台灣人民的心聲，以維護自身的安全及亞太區域的穩定。
2017年3月7日，外傳中華民國與聖露西亞的邦交不穩，僅上任一年多的駐聖露西亞大使牟華瑋因此「被撤換」，但外交部發言人王珮玲表示是職務「輪調」，現在輪調到科威特擔任代表。

## 外部連結
- 牟華瑋. . Newtalk新聞. 2020年5月5日  [2023-05-31]. （原始内容存档于2023-05-31）.